# Олів-Бранч (Іллінойс)
Олів-Бранч (англ. Olive Branch) — переписна місцевість (CDP) в США, в окрузі Александер штату Іллінойс. Населення — 650 осіб (2020).

## Географія
Олів-Бранч розташований за координатами 37°11′1″ пн. ш. 89°20′58″ зх. д. / 37.18361° пн. ш. 89.34944° зх. д. (37.183683, -89.349506).  За даними Бюро перепису населення США в 2010 році переписна місцевість мала площу 24,99 км², з яких 24,97 км² — суходіл та 0,02 км² — водойми.

## Демографія
Згідно з переписом 2010 року, у переписній місцевості мешкали 864 особи в 374 домогосподарствах у складі 246 родин. Густота населення становила 35 осіб/км².  Було 433 помешкання (17/км²).
Расовий склад населення:
| - 95,7 % — білих - 2,7 % — чорних або афроамериканців - 0,2 % — корінних американців |

До двох чи більше рас належало 1,0 %. Частка іспаномовних становила 1,0 % від усіх жителів.
За віковим діапазоном населення розподілялося таким чином: 19,9 % — особи молодші 18 років, 61,6 % — особи у віці 18—64 років, 18,5 % — особи у віці 65 років та старші. Медіана віку мешканця становила 43,7 року. На 100 осіб жіночої статі у переписній місцевості припадало 103,3 чоловіків;  на 100 жінок у віці від 18 років та старших — 98,3 чоловіків також старших 18 років.
Середній дохід на одне домашнє господарство  становив 34 986 доларів США (медіана — 35 577), а середній дохід на одну сім'ю — 38 557 доларів (медіана — 41 023). За межею бідності перебувало 20,8 % осіб, у тому числі 27,7 % дітей у віці до 18 років та 2,6 % осіб у віці 65 років та старших.
Цивільне працевлаштоване населення становило 165 осіб. Основні галузі зайнятості: освіта, охорона здоров'я та соціальна допомога — 30,3 %, транспорт — 29,7 %, роздрібна торгівля — 15,8 %, будівництво — 10,3 %.